# بشرى الأسد
بشرى الأسد (24 أكتوبر 1960)، طبيبة في تخصص صيدلة من جامعة دمشق وهي الابنة الوحيدة للرئيس الأسبق حافظ الأسد وشقيقة الرئيس السوري السابق بشار الأسد وأرملة آصف شوكت الذي شغل عدة مناصب بينها رئيس المخابرات العسكرية السورية ونائب رئيس هيئة أركان القوات المسلحة السورية للشؤون الأمنية، ونائب وزير الدفاع السوري واُغتيل في تفجير مبنى الأمن القومي السوري بحزب البعث الحاكم في البلاد.
بسبب الحرب الأهلية السورية، أُدرجت في آذار/مارس 2012 على قائمة شخصيات الحكومة السورية الذين خضعوا لعقوبات اقتصادية وحظر سفر من قِبل الاتحاد الأوروبي. في 28 سبتمبر 2012، أفادت الأنباء أن بُشرى الأسد قد فرت من سوريا مع أطفالها الخمسة لطلب لجوء في دولة الإمارات. في يناير 2013، لجأت والدتها أنيسة مخلوف لابنتها بشرى الأسد أيضًا في دبي.

## السيرة
حافظت بشرى على علاقات وثيقة مع والدها حافظ الأسد، وقد لعبت الدور الأهم في قيادة سوريا خلال السنوات الأخيرة من حياته. في أواخر السبعينات؛ رافقت بشرى والدها في زياراته الخارجية كما كانت نشطة جدًا في صنع القرار بالدائرة الداخلية لوالدها, خاصة في المسائل المتعلقة بالتنمية الاقتصادية والشؤون الخارجية، ما صنع تكهنات وشائعات بأنها ستخلف والدها. بالرغم من كل هذا وفي لحظة مفاجئة من عام 1980 ظهر شقيقها الأصغر باسل الذي أخذ ذلك الدور بدلًا عنها ثم ظهر بشار عام 1994 وخطف الأضواء من الاثنين معًا. ظهرت تكهنات واسعة تُشير بأنه لولا جنسها لكانت قد تم إعدادها لرئاسة الجمهورية. كما تُشير شائعات أخرى إلى أنها لعبت دورًا في إقناع والدها بحبس عمها رفعت الأسد بعد محاولة الانقلاب الفاشلة عام 1984.
حصلت بشرى على شهادة في الصيدلة عام 1982 من جامعة دمشق. التقت حينها ببثينة شعبان التي شغلت منصب عضو في مجلس الوزراء السوري. تفيد بعض المصادر إلى أن شعبان هي من قدمت بشرى إلى الضابط آصف شوكت والذي كان زير نساء، ناهيك عن كونه مطلقًا ويكبرها بعشر سنوات. رغم معارضة الأسرة؛ تزوّجت بشرى بشوكت في عام 1995.
منذ وفاة شقيقها باسل الأسد عام 1994؛ ازداد نفوذ بشرى في سوريا، حيثُ لعبت دورًا رئيسيًا في توجيه تطوير مجال صناعة الأدوية. كما أفادت التقارير أن شاغلها الرئيسي كان رفع مكانة زوجها آصف شوكت، حيثُ تلقى ترقيات عسكرية مُتسارعة في أواخر التسعينيات وتولى أدوارًا أمنية رئيسية داخل الجهاز العسكري والاستخباراتي السوري.
تفيد بعض الأنباء عن وجود توترات بين بشرى والسيدة الأولى في سوريا أسماء الأسد وذلك منذ زواج الأخيرة ببشار الأسد عام 2000. رغم أن أسباب الخلاف غير معروفة، يُقال أن أسماء قد تحدت التقاليد الاجتماعية من خلال الظهور في الأماكن العامة بشكل متكرر وكذلك الظهور في وسائل الإعلام، وهو ما لقي معارضة شديدة من بشرى.
انتقلت بشرى إلى الإمارات العربية المتحدة في سبتمبر 2012. تحديدًا في دبي برفقة أطفالها الخمسة.
كانت ابنتها أنيسة تدرس التصميم المكاني في جامعة لندن للفنون، على الرغم من كونها أحد أفراد عائلة الأسد الخاضعة لعقوبات دولية. وفي وقت لاحق، صادرت الوكالة الوطنية لمكافحة الجريمة [الإنجليزية] في بريطانيا مبلغ 25 إلى 30 ألف جنيه استرليني المُتبقي في حسابها المصرفي بعد أن قضت محكمة بريطانية بتحويل الأموال إليها من قبل النظام السوري.